# KK Kvarner
El Košarkaški klub Kvarner Novi Resort Rijeka fue un club de baloncesto de Croacia con sede en la ciudad de Rijeka. Participó en la Liga del Adriático y en la Liga croata.

## Historia
El KK Kvarner fue findado en 1946 en Rijeka y a lo largo de su istoria ha recibido diferentes denominaciones debido principalmente a motivos de patrocinio. Alguno de sus nombres han sido KK Istravino, KK Croatia Line Rijeka, KK Sava Osiguranje Rijeka y KK Triglav Osiguranje Rijeka, desde 2009, siendo su última denominación la de KK Kvarner Novi Resort. El club jugó una temporada (2001/02) en la Liga del Adriático. Debido a la cancelación de la segunda división croata y a las deudas económicas acumuladas, el equipo desapareció en 2009.
Un año más tarde, el KK Kvarner 2010 nació como club sucesor.

## Palmarés

### Competiciones domésticas
- Copa de Yugoslavia
  - Finalista (2): 1976-77, 1980-81

## Jugadores destacados
- Davor Kus (1996–2000)
- Matej Mamić (1996–1998)
- Aramis Naglić (1983–1989)
- Ottone Olivieri (1946– ?)
- Nikola Radulović (1997–1998)
- Siniša Štemberger (1998–2004)
- Mario Stojić (1996–1997)
- Dušan Tainer (1946– ?)
- Goran Vrbanc (2003–2006)